# Nyandika Maiyoro
Nyandika Maiyoro (* 1931; † 24. Februar 2019 in Kisii) war ein kenianischer Mittel- und Langstreckenläufer.

## Leben
1954 wurde er bei den British Empire and Commonwealth Games in Vancouver Vierter über drei Meilen.
Zwei Jahre später gehörte er bei den Olympischen Spielen 1956 in Melbourne zur ersten Mannschaft, die Kenia zu den Olympischen Spielen entsandte, und wurde Siebter über 5000 m.
Während er bei den British Empire and Commonwealth Games 1958 in Cardiff lediglich Zwölfter über drei Meilen wurde und über eine Meile im Vorlauf ausschied, kam er bei den Olympischen Spielen 1960 in Rom über 5000 m auf den sechsten Platz mit seiner persönlichen Bestzeit von 13:52,8 min.